# Palpita circumfumata
Palpita circumfumata là một loài bướm đêm trong họ Crambidae.